# Alberto Fonseca
Alberto Jorge Torres da Silva Fonseca (13 de julho de 1983) é um bancário, deputado e político português. Ele é deputado à Assembleia da República na XIV legislatura pelo Partido Social Democrata.